# Swiss O Week
Die Swiss Orienteering Week (kurz SOW) ist ein in der Schweiz stattfindender Mehrtages-Orientierungslauf.

## Übersicht
| Jahr | Datum                  | Zentralort    | Austragungsorte                                                                | Teilnehmer | Anmerkungen                                   |
| ---- | ---------------------- | ------------- | ------------------------------------------------------------------------------ | ---------- | --------------------------------------------- |
| 1996 | 3. bis 10. August      | Brunnen SZ    | Brunnen SZ, Rigi, Stoos, Ibergeregg, Bödmeren, Seelisberg, Hochstuckli         | 3000       |                                               |
| 2003 | 3. bis 9. August       | Rapperswil SG | Irchel, Zugerberg, Zürichberg, Eschenberg, Laax, Pfannenstiel                  | 3300       | Publikumslauf während der Weltmeisterschaften |
| 2006 | 15. bis 22. Juli       | Zermatt       | Zermatt, Gornergrat, Grüensee, Trockener Steg, Schwarzsee, Sunnegga            | 3800       |                                               |
| 2009 | 2. bis 8. August       | Muototal      | Schwyz, Schwialppass, Glattalp/Ruosalp, Chinzig-Seenalp, Gibel                 | 3000       |                                               |
| 2011 | 30. Juli bis 6. August | Flims-Laax    | Flims-Waldhaus, La Mutta, Crap Sogn Gion, Vorab, Plaun, Nagens, Foppa          | 3500       |                                               |
| 2014 | 19. bis 26. Juli       | Zermatt       | Zermatt, Stafelalp, Gornergrat, Grüensee, Trockener Steg, Sunnegga             | 4600       |                                               |
| 2016 | 16. bis 23. Juli       | St. Moritz    | St. Moritz, S-chanf, God da Staz, Diavolezza, Maloja, Furtschellas, Sils Maria | 4100       |                                               |
| 2019 | 3. bis 10. August      | Gstaad        | Col du Pillon/Isenau, Col du Pillon/Lac Retaud, Hornberg, Rougemont, Eggli     | 3500       |                                               |
| 2021 | 17. bis 24. Juli       | Arosa         | Arosa Obersee, Lenzerheide, Hörnli, Weisshorn, Grüenseeli, Schwellisee         | 2400       |                                               |
| 2023 | 15. bis 22. Juli       | Flims         | Flims, Crap Sogn Gion, Vorab, Nagens, Tektonikarena Sardona, Laax              | 4600       |                                               |

## Siegerlisten

### Herren
| Jahr | 1. Platz                                      | 2. Platz                                      | 3. Platz                                      | Anmerkungen |
| ---- | --------------------------------------------- | --------------------------------------------- | --------------------------------------------- | ----------- |
| 1996 | Olivier Buholzer                              |                                               |                                               |             |
| 2003 | Publikumslauf während der Weltmeisterschaften | Publikumslauf während der Weltmeisterschaften | Publikumslauf während der Weltmeisterschaften |             |
| 2006 | Baptiste Rollier                              |                                               |                                               |             |
| 2009 | Benno Schuler                                 |                                               |                                               |             |
| 2011 | Jani Lakanen                                  | Andreas Kyburz                                | Niclas Jonasson                               |             |
| 2014 | Daniel Hubmann                                | Baptiste Rollier                              | Matthias Kyburz                               |             |
| 2016 | Baptiste Rollier                              | Kaspar Hägler                                 | Marc Lauenstein                               |             |

### Damen
| Jahr | 1. Platz                                      | 2. Platz                                      | 3. Platz                                      | Anmerkungen |
| ---- | --------------------------------------------- | --------------------------------------------- | --------------------------------------------- | ----------- |
| 1996 | Cornelia Müller                               |                                               |                                               |             |
| 2003 | Publikumslauf während der Weltmeisterschaften | Publikumslauf während der Weltmeisterschaften | Publikumslauf während der Weltmeisterschaften |             |
| 2006 | Angela Wild                                   |                                               |                                               |             |
| 2009 | Katja Mjösund                                 |                                               |                                               |             |
| 2011 | Ida Marie Næss Bjørgul                        | Sara Lüscher                                  | Isabelle Feer                                 |             |
| 2014 | Simone Niggli                                 | Sara Lüscher                                  | Mari Fasting                                  |             |
| 2016 | Sabine Hauswirth                              | Isabelle Feer                                 | Regula Hulliger                               |             |